# كوبا بيرو 2013
كوبا بيرو 2013 (بالإسبانية: Copa Perú 2013)‏ هو الموسم 41 من كوبا بيرو ‏. فاز فيه San Simón de Moquegua ‏.